# Завадский, Михаил Адамович
Михаи́л Ада́мович Зава́дский (укр. Михайло Адамович Завадський; 7 августа 1828, Михалковцы, Подольская губерния — 17 марта 1888, там же) — украинский композитор и педагог XIX века.

## Биография
В 1862—1863 гг. обучался в Киевском университете, затем — за границей. Работал учителем пения и фортепиано в школах Киева и Каменец-Подольского.
Автор более 500 фортепианных салонных пьес и романсов, в том числе:
- 12 Думок
- около 60 Шумок (42 изданы в Киеве в 1911 г.)
- 45 чабарашек
- 4 запорожских марша
- 2 рапсодии
- «Українська прядка»
- мазурки
- польки (в том числе «Полишинель» и «Мария», изданные в Киеве в 1859)
- песни (среди них «Бурлацкая», «Запорожец»)
- переложения для фортепиано украинских и польских народных песен.

Незавершённой осталась опера «Мария. Украинская повесть» на сюжет одноимённой поэмы Мальчевского (1886).
Его аранжировки народных песен, «шумки» и «думки» пользовались особой популярностью. Произведения автора регулярно печатались в издательствах Л. Идзиковского, П. Юргенсона, Гебертнера и Вольфа.